# Відеографія Раїси Кириченко
Ця сторінка містить списки музичних фільмів за участю Раїси Кириченко, документальних фільмів і передач про неї та музичних відео співачки.

## Музичні фільми (фільми-концерти)
| Рік             | Назва                     | Автор (режисер)    | Виробник                             | Примітки |
| --------------- | ------------------------- | ------------------ | ------------------------------------ | --- |
| 1979            | «Черкаський народний хор» | Роман Олексів      | Укртелефільм                         | Концертні ролики за участі Черкаського українського народного хору (разом з іншими солістами: К. Семененко, О. Павловською, Т. Горбатенко).            |
| 1980            | «Моя любов — моя земля»   | Альфред Шестопалов | Укртелефільм                         | Разом з іншими виконавцями. |
| 1982            | «Тополина земля»          | Олег Бійма         | Укртелефільм                         | Фільм-концерт (інтерв'ю; виконання українських та російських народних пісень, пісень радянських композиторів; з чоловіком, з матір'ю, в рідному селі). |
| 1983            | «Автограф»                |                    | Головна редакція музичних програм РТ | У супроводі ансамблю «Росава». |
| 1986            | «Земле моя, земле»        | Олег Бійма         | Укртелефільм                         | Виступ Черкаського народного хору (разом з іншими солістами: Є. Крикун, Г. Міненко).                                                                   |
| Др. пол. 1980-х | «Співає Раїса Кириченко»  |                    |                                      | [ 4 ] |

## Документальні фільми та передачі
| Рік  | Назва                                    | Автор (режисер)                 | Виробник                                         | Примітки                                            |
| ---- | ---------------------------------------- | ------------------------------- | ------------------------------------------------ | --------------------------------------------------- |
| 1983 | «Співає „Росава“»                        |                                 | Республіканська студія телебачення               | Репетиція ансамблю та інтерв'ю Раїси Кириченко.     |
| 2001 | «І слово було Бог…»                      | Віктор Василенко                | Укртелефільм                                     | Співачка висловлює своє ставлення до проблеми мови. |
| 2001 | «Немеркнучі Зірки. Раїса Кириченко»      | Олег Бійма                      | Укртелефільм                                     | [ 7 ]                                               |
| 2003 | «Лунала пісня…»                          | Віктор Василенко                | ДТРК «Культура»                                  | [ 8 ]                                               |
| 2008 | «Світлої пам'яті Раїси Кириченко»        | Нелля Даниленко                 | ДТРК «Культура»                                  | [ 9 ]                                               |
| 2009 | «Я вдячна всім, хто вимолив мене у Бога» | Андрій Рева                     | ТРК «Глас»                                       | [ 10 ] [ 11 ] [ 12 ]                                |
| 2013 | «Раїса Кириченко. Діагноз — народна»     | Олена Артеменко, Юлія Кузьменко | Національна телекомпанія України                 | [ 13 ]                                              |
| 2014 | «Надвечір'я: Раїса Кириченко»            | Тамара Щербатюк                 | Національна телекомпанія України                 | [ 14 ]                                              |
| 2016 | «Влада таланту: Раїса Кириченко»         | Марія Ларченко, Марина Долиняк  | Філія НТКУ «Кіровоградська регіональна дирекція» | [ 15 ]                                              |

## Концерти
| Рік  | Назва                                                 | Виробник                         | Інші учасники | Примітки      |
| ---- | ----------------------------------------------------- | -------------------------------- | --- | ------------- |
| 1993 | «Концерт-бенефіс Раїси Кириченко»                     |                                  | | [ 16 ] [ 17 ] |
| 2003 | «Благословенна піснею. Творчий вечір Раїси Кириченко» | Національна телекомпанія України | Михайло Герасименко Микола Кириченко Наталія Шинкаренко Ольга Ошитко Тріо «Либідь» народний хор «Калина» Черкаський народний хор Національний Президентський оркестр народний ансамбль танцю «Україна» | [ 18 ] [ 19 ] |